# South-Island-Nationalpark
Der South-Island-Nationalpark (engl.: South Island National Park) ist ein ehemaliger Nationalpark vor der Küste des australischen Bundesstaates Queensland. Er liegt 690 km nördlich von Brisbane und 136 km südwestlich von Mackay im Korallenmeer in der Inselgruppe der Percy Islands.
Nachdem die Nationalparkbehörde von Queensland 2010 auch Middle Island erworben hatte, wurden der South-Island- und der North-East-Island-Nationalpark zusammen mit Middle Island zum Percy-Isles-Nationalpark zusammengefasst.